# Northam (Australia)
Northam è una città situata nella regione di Wheatbelt, in Australia Occidentale; essa si trova 95 chilometri a est di Perth ed è la sede della Contea di Northam. Al censimento del 2006 contava 6.009 abitanti.